# Etologi
Etologi er en gren af biologien, som studerer dyrs adfærd i forhold til deres miljø. I dyreflokke udpeges fx alfahanner og -hunner.